# 春川友紀
春川 友紀（はるかわ ゆき、11月24日 - ）は、日本の女性声優。福島県出身。81プロデュース所属。

## 略歴
2019年4月1日より81プロデュースに所属。
『爆丸バトルプラネット』のエミリー役でアニメ初出演。

## 人物
趣味・特技としてカラオケ、イラスト、歌、ヴァイオリンをそれぞれ挙げている。方言は福島弁。

## 出演
太字はメインキャラクター。

### テレビアニメ
- 爆丸バトルプラネット（2019年、エミリー[6]）
- 天華百剣 〜めいじ館へようこそ!〜（2019年、ほりぬき正宗[7]）
- アルゴナビス from BanG Dream!（2020年、街の人、観客）
- アイ★チュウ（2021年、観客C）
- 弱虫ペダル LIMIT BREAK（2022年、生徒）
- HIGH CARD（2023年、子供[8]、ギャルA）

### OVA
- ストライク・ザ・ブラッド IV（2020年、生徒）

### Webアニメ
- 爆丸アーマードアライアンス（2020年 - 2021年、エミリー、女子店員）
- 爆丸ジオガンライジング（2021年、エミリー）

### ゲーム
- クロスクロニクル（2019年、ソポル、ノルン）
- 天華百剣 -斬-（2019年、ほりぬき正宗[9]）
- プリンセスコネクト! Re:Dive（2019年、ハナ[10]）
- ディライズ ラストメモリーズ -De:Lithe Last Memories-（2024年、刃シキ[11]）

### デジタルコミック
- 溺愛ロワイヤル（2020年、岬ちゃん[12]）
- キング様のいちばん星（2021年、女子B[13]）

### オーディオブック
- 羽月莉音の帝国（2020年、泉堂柚）
- プロペラオペラ 1〜5（2020年 - 2022年、風之宮リオ 他[14][15][16][17][18]）
- 《このラブコメがすごい!!》堂々の三位！（2021年、京月陽文[19]）
- 熾界龍皇と極東の七柱特区（2021年、芦原咲良 他[20]）
- 花咲けるエリアルフォース（2023年、那須野佳織 他[21]）

### ラジオ番組
※はインターネット配信。
- 庖丁三姉妹がキレ味抜群な番組を目指すラヂオ（2019年 - 2021年、超!A&G+※）[22]

### テレビ番組
※はインターネット配信。
- 春川 友紀＠声優バトル参加中（2018年、LINE LIVE※）

## ディスコグラフィ

### キャラクターソング
| 発売日         | 商品名      | 歌                       | 楽曲                             | 備考                                                    |
| -------------- | ----------- | ------------------------ | -------------------------------- | ------------------------------------------------------- |
| 2019年12月18日 | 夢追い華    | 庖丁三姉妹               | 「夢追い華」                     | テレビアニメ『天華百剣 〜めいじ館へようこそ!〜』挿入歌  |
| 2019年12月18日 | 夢追い華    | 庖丁三姉妹               | 「庖丁三姉妹、見参！」           | テレビアニメ『天華百剣 〜めいじ館へようこそ！〜』関連曲 |
| 2019年12月18日 | 夢追い華    | ほりぬき正宗（春川友紀） | 「夢追い華（ほりぬき正宗ver.）」 | テレビアニメ『天華百剣 〜めいじ館へようこそ！〜』関連曲 |
| 2020年10月6日  | 剣閃の華    | 庖丁三姉妹               | 「剣閃の華」                     | ゲーム『天華百剣 -斬-』関連曲                           |
| 2020年10月6日  | 剣閃の華    | ほりぬき正宗（春川友紀） | 「剣閃の華（ほりぬき正宗ver.）」 | ゲーム『天華百剣 -斬-』関連曲                           |
| 2021年7月21日  | 百華繚乱 参 | 庖丁三姉妹               | 「結絆華」 「剣閃の華」          | ゲーム『天華百剣 -斬-』関連曲                           |

## ライブ・イベント
- 【第58回81LIVESALON『～声瞬～81新ジュニア落語会』】（2019年7月13日、81LIVE SALON）[23]
- 『天華百剣 -斬-』マチ★アソビ vol.23 スペシャルステージ（2019年10月26日、あわぎんホール 大ホール）[24]
- 『庖丁三姉妹』マチ★アソビ vol.23 トーク＆ミニライブステージ（2019年10月27日、あわぎんホール 大ホール）[24]
- TVアニメ『天華百剣 〜めいじ館へようこそ！〜』主題歌・挿入歌　連動イベント（2019年11月23日、都内某所）[25]
- 「ざんなま♪」第２回公開生放送イベント（2019年11月24日、スパイラルホール）[26]
- 庖丁三姉妹「夢追い華」リリースイベント（2019年12月18日、アニメイト秋葉原本館7F）[25]
- 天華百剣 -斬- 音楽祭〜繚乱の宴〜（2020年1月18日、duo MUSIC EXCHANGE）[27]
- Dream Voice Online supported by 声優グランプリ<10>  庖丁三姉妹ステージ（2020年8月10日、無観客オンラインライブ）[28]
- Fairy-Festival part 1 ～X'mas Eve Special～  庖丁三姉妹ステージ（2020年12月24日、オルタナティブシアター）[29]
- アキバ大好き！祭り2020  「天華百剣 -斬-」庖丁三姉妹スペシャルステージ（2020年12月26日、ベルサール秋葉原会場 1Fステージ）[30]
- 「朗読劇 スキ/キライ = eight*hundred」（2021年10月9日-10日、キーノートシアター）[31]

### ユニットメンバー
1. 1 2 3  透し正宗（飯田ヒカル）、庖丁正宗（柳原かなこ）、ほりぬき正宗（春川友紀）